# Laurent Cars
Pour les articles homonymes, voir Cars.
Laurent Cars est un peintre et graveur français, né à Lyon le 28 mai 1699, et mort à Paris le 14 avril 1771.

## Biographie

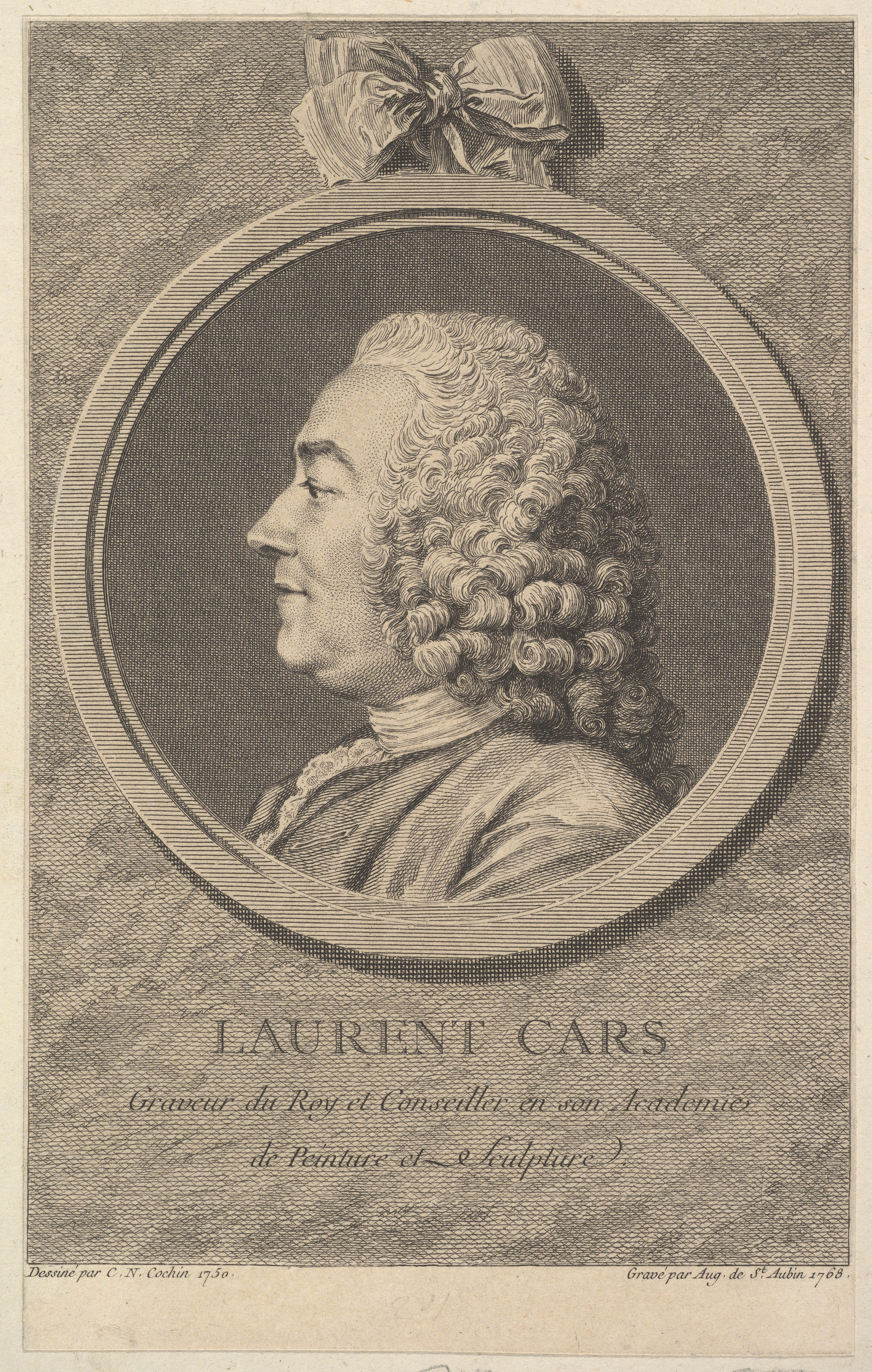
Augustin de Saint-Aubin, Laurent Cars d'après Charles-Nicolas Cochin

Laurent Cars était l'arrière-petit-fils de Jean Cars, peintre « de peu de notoriété » selon Portalis & Béraldi, et de Marie Firens, fille d'un graveur réputé ; et le petit-fils de François Cars, dit François I Cars, graveur, imprimeur, éditeur et marchand d'estampes (Paris 20 février 1631-Lyon 1701) et premier graveur de la dynastie Cars, qui s'installera à Lyon au début des années 1660.
Son père, Jean-François Cars (1661-1738), est graveur également, à Lyon. Mais au commencement du XVIIIe siècle, tout en gardant son activité lyonnaise, il s'installe, aussi, à Paris, rue de la Savonnerie, près de la manufacture des Gobelins. C'est à cette adresse qu'il  vend l'une de ses premières œuvres, un portrait gravé de Louis XIV. Ce n'est que dans les années 1720 qu'il semble s'être définitivement installé à Paris. Il aura comme élèves, entre autres, François Boucher et Jean-Baptiste Perronneau
Travaillant dans l'atelier de son père qui se consacrait aux estampes de thèses pour le fonds Odieuvre, Laurent Cars fut cependant placé auprès du peintre Joseph Christophe, membre de l'académie de Saint-Luc, afin d'exercer cet art, comme le rapporte l'abbé de Fontenai :
« Étant tout jeune encore, il dessina d'après nature à l'Académie de Saint-Luc, se mit sur le rang, chaque fois qu'il y eut concours pour les médailles et remporta la première ; mais plusieurs années s'étant écoulées sans qu'on en distribuât aucune et cette académie ayant un trop grand nombre de couronnes à décerner, décida que tous ceux qui avaient gagné le premier prix concourroient ensemble et qu'un seul vainqueur le remporteroit. Cars rentra dans la lice et triompha de ses rivaux ».

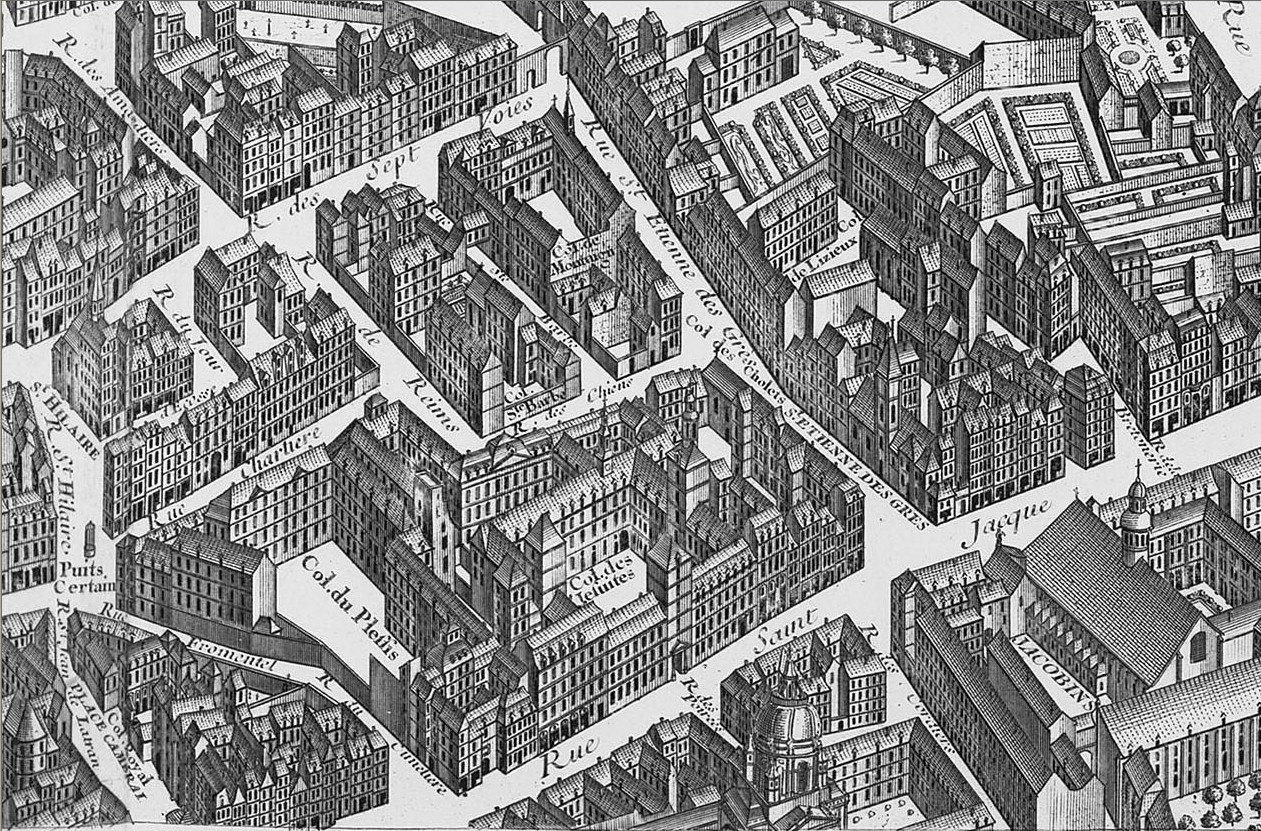
Plan de Turgot, La rue Saint-Jacques à hauteur du collège du Plessis en 1739

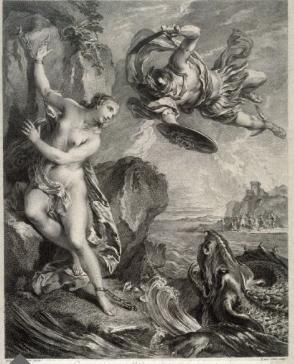
Andromède délivrée par Persée d'après François Lemoyne

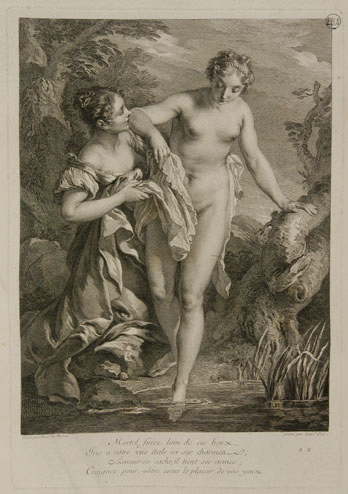
Iris au bain d'après François Lemoyne - 1731

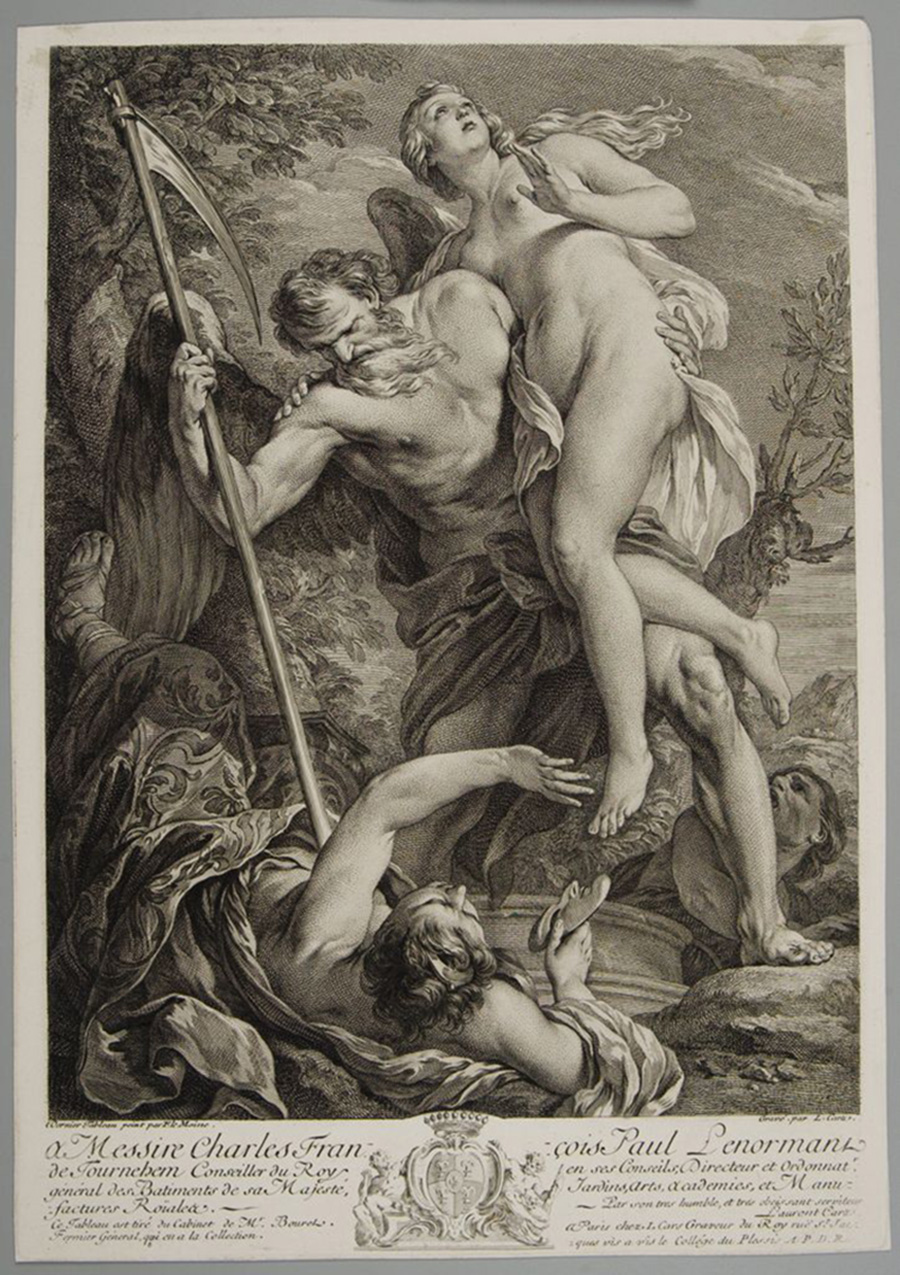
Le Temps enlevant la Vérité d'après François Lemoyne

Mais, très vite, il revient à la gravure, Émile Dacier le citant avec Jacques-Philippe Le Bas comme élève de Nicolas-Henri Tardieu. En 1724, il peint et grave en même temps le portrait de Michel-Celse-Roger de Bussy-Rabutin, évêque de Luçon. Cars débute surtout sa carrière par l'interprétation d'une œuvre d'un ami de sa famille, François Lemoyne qui vient de livrer l'un de ses chefs-d'œuvre en 1724 : Hercule et Omphale ; toile exposée au Salon de 1725. Le jeune interprète grava également plusieurs autres toiles du maître de Boucher : l'Iris au bain, Andromède délivrée par Persée et Céphale enlevée par l'Aurore. « Ses planches ne sentent point la sujétion d'un graveur copiste, mais elles semblent l'ouvrage d'un même artiste qui aurait conçu et exécuté le même sujet » nous avoues Jean-Baptiste D. Lempereur.
Très vite, Cars livre une belle estampe d'après les Fêtes Vénitiennes de Watteau avant de se consacrer, en 32 planches restées célèbres, à l'interprétation des figures des Comédies de Molière d'après des dessins de Boucher (1734).
Agréé dès le 26 février 1729, Laurent Cars est reçu à l'Académie Royale le 31 décembre 1733, sur présentation des planches gravées des portraits du sculpteur Michel Anguier d'après Gabriel Revel, et du peintre Sébastien Bourdon d'après Hyacinthe Rigaud. En 1757, il y est nommé conseiller.
Les affinités du graveur de 32 ans avec le dernier, peintre d'origine catalane âgé de 74 ans, n'étaient d'ailleurs pas nouvelles. En effet, le père de Laurent Cars, Jean-François, avait également choisi une œuvre de Rigaud pour l'une de ses planches : le portrait du cardinal de Polignac et de l'évêque d'Angers, Michel Poncet de La Rivière (1722).

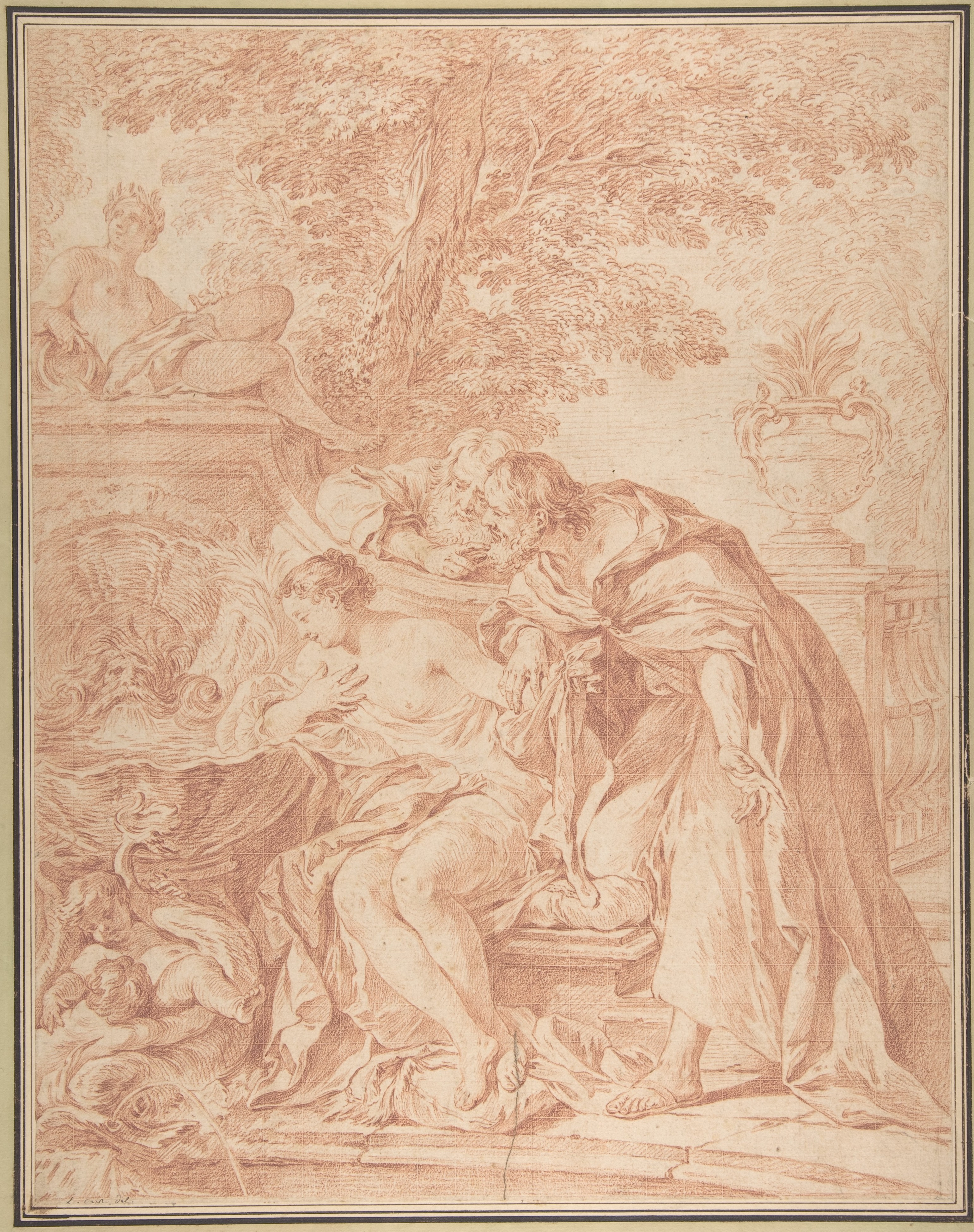
Suzanne et les vieillards d'après Jean-François de Troy

Laurent Cars fut également un témoin des artistes de son temps en gravant les portraits de Boucher, de Chardin (dont il fut un « merveilleux interprète » écrit Paul Lacroix) et de son épouse, Marguerite Pouget. Auteur d'une vaste planche figurant la reine de France, Marie Leszczyńska, Cars produisit également le portrait d'une danseuse renommée, « La Camargo » d'après Nicolas Lancret et celui de Mademoiselle Clairon d'après Carle Van Loo, non moins célèbre actrice que le roi souhaitait flatter en lui offrant son portrait. Malgré son talent, Cars n'arriva pas à achever la tête de l'actrice et on sollicita dans un premier temps le graveur Wille, en 1763, pour ce travail. Ayant « la vue trop courte », c'est finalement à Beauvarlet que revint le privilège d'achever la planche.
Le graveur collabora ensuite avec Charles-Nicolas Cochin sur une série d'illustrations des Fables de La Fontaine d'après des dessins d'Oudry (1755).
Il traduisit également au burin plusieurs œuvres majeures et emblématiques de Jean-François de Troy : Suzanne et les vieillards ; Bethsabée au bain ; L'évanouissement d'Esther.
Installé rue Saint-Jacques à Paris juste face au collège du Plessis, Laurent Cars se consacra de plus en plus vers 1750 au commerce des estampes, notamment celles de son élève Jean-Jacques Flipart ainsi que les fonds hérités de son père (thèses). Ce fonds est acheté après sa mort par François Babuty, qui en publie le catalogue.
Mort le 14 avril 1771, « regretté autant par ses qualités morales et l'agrément de son esprit, que par ses talents », Laurent Cars est inhumé le lendemain, 15 avril, « juste au pied de son banc » en l'église Saint-Benoît-le-Bétourné. À la démolition de celle-ci en 1831, les ossements sont portés aux catacombes.
En décembre 1773, Jacques-François Chéreau rachète une partie de son fonds.

## Œuvres

### Le graveur
- D'après François Boucher :
  - Martyre des Jésuites japonais
  - Le Dépit amoureux de Molière, frontispice
- D'après Jean Siméon Chardin :
  - La Serinette
- D'après Jean-Baptiste Greuze :
  - Le Silence
  - L'aveugle trompé[15]
- D'après François Lemoyne :
  - Adam et Ève[16]
  - Andromède délivrée par Persée
  - L'Annonciation
  - Céphale enlevée par l'Aurore
  - L'enlèvement d'Europe[17]
  - Hercule tuant Cacus[18]
  - Hercule et Omphale
  - Iris au bain
  - Le sacrifice d'Iphigénie
  - Le temps enlevant la Vérité
  - Allégorie de Louis XV
- D'après Eustache Le Sueur
  - Les Saints Gervais et Protais, martyrs[19]
- D'après Jean-Baptiste Oudry
  - Les deux rats - Le renard et l'œuf
- D'après Jean-François de Troy
  - Bethsabée au bain
  - Suzanne et les vieillards
- D'après Carle Van Loo
  - L'Adoration des bergers
  - La Fuite en Égypte
- D'après Antoine Watteau[20]
  - La Diseuse d'aventures
  - Les Fêtes vénitiennes[21]
  - Escorte d'équipages[22]
- Portraits
  - Michel Anguier d'après Gabriel Revel (1733)
  - François de Baglion de La Salle, évêque d'Arras d'après Jacques Laumosnier (1729)
  - Marc de Beauvau-Craon
  - Benoît XIII
  - Benoît XIV
  - François Boucher d'après Charles-Nicolas Cochin
  - Louis-François de Bourbon-Conti, d'après Pierre Le Maire[23]
  - Sébastien Bourdon d'après Hyacinthe Rigaud (1733)[24]
  - Michel-Celse-Roger de Bussy-Rabutin d'après lui-même (1724)
  - Mademoiselle de Camargo dansant d'après Nicolas Lancret (1730)[25]
  - Jean Siméon Chardin d'après Charles-Nicolas Cochin[26]
  - Francine Marguerite Pouget, épouse Chardin d'après Charles-Nicolas Cochin
  - Mademoiselle Clairon dans le rôle de Médée, pièce de Pierre Corneille d'après Carle van Loo (1764)[27]
  - Pierre d'Hozier
  - François-Hyacinthe de La Fruglaye de Kerver, évêque de Tréguier - 1728
  - Emmanuel-Théodose de La Tour d'Auvergne (1668-1730) d'après Hyacinthe Rigaud[28]
  - René Aubert d'Aubeuf, abbé de Vertot, historien de l'ordre de Malte d'après Jacques-François Delyen
  - Gérard l'Hospitalier
  - Jacques de Milly
  - Jean Philippe d'Orléans, d'après Jean Raoux[29]
  - Louis, duc d'Orléans d'après Alexis Simon Belle
  - Charles-Louis de Lorraine, prince de Lambesc, Grand Ecuyer de France[30]
  - Monsieur de Kraut d'après Charles Parrocel
  - Louis XV d'après Hubert-François Gravelot
  - Marie Leszczyńska d'après Carle Van Loo[31]
  - Stanislas Leszczyński d'après Carle Van Loo
  - Philibert Orry peint et gravé par Cars
  - Antoine de Paule
  - Michel-Ange Slodtz d'après Charles Nicolas Cochin
  - Sébastien Antoine Slodtz d'après Charles Nicolas Cochin
  - Paul-Ambroise Slodtz d'après Charles Nicolas Cochin

### L'éditeur
- Recueil d'un grand nombre de vues des plus belles villes, palais, châteaux, maisons de plaisance de France, d'Italie, dessinés et gravés par Israël Sylvestre, quatre volumes, cinq cent cinquante-sept planches, 1750.
- La tricoteuse endormie, gravure de Claude-Donat Jardinier d'après Jean-Baptiste Greuze.

## Galerie de Portraits

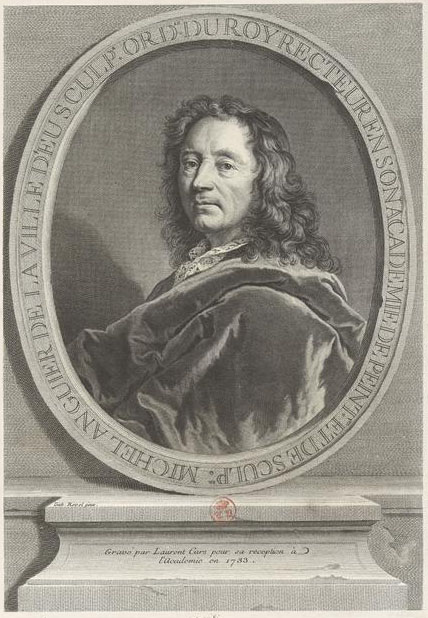
Michel Anguier, d'après Gabriel Revel
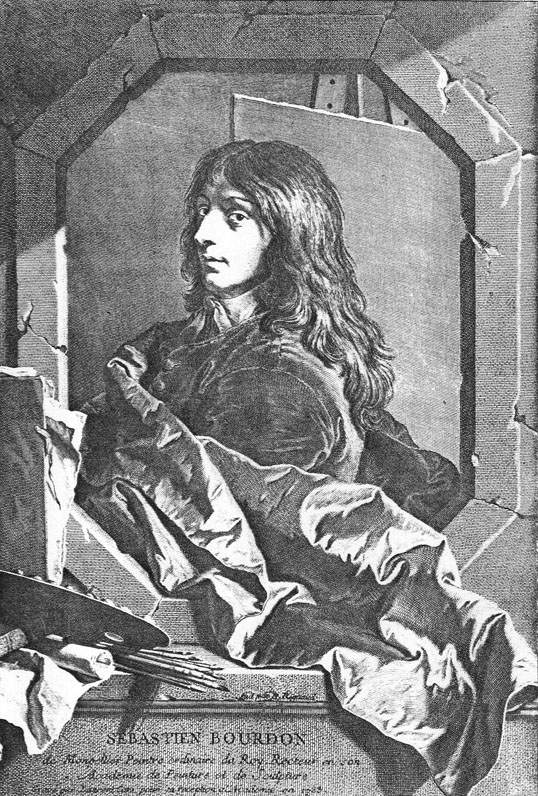
Sébastien Bourdon, d'après Hyacinthe Rigaud
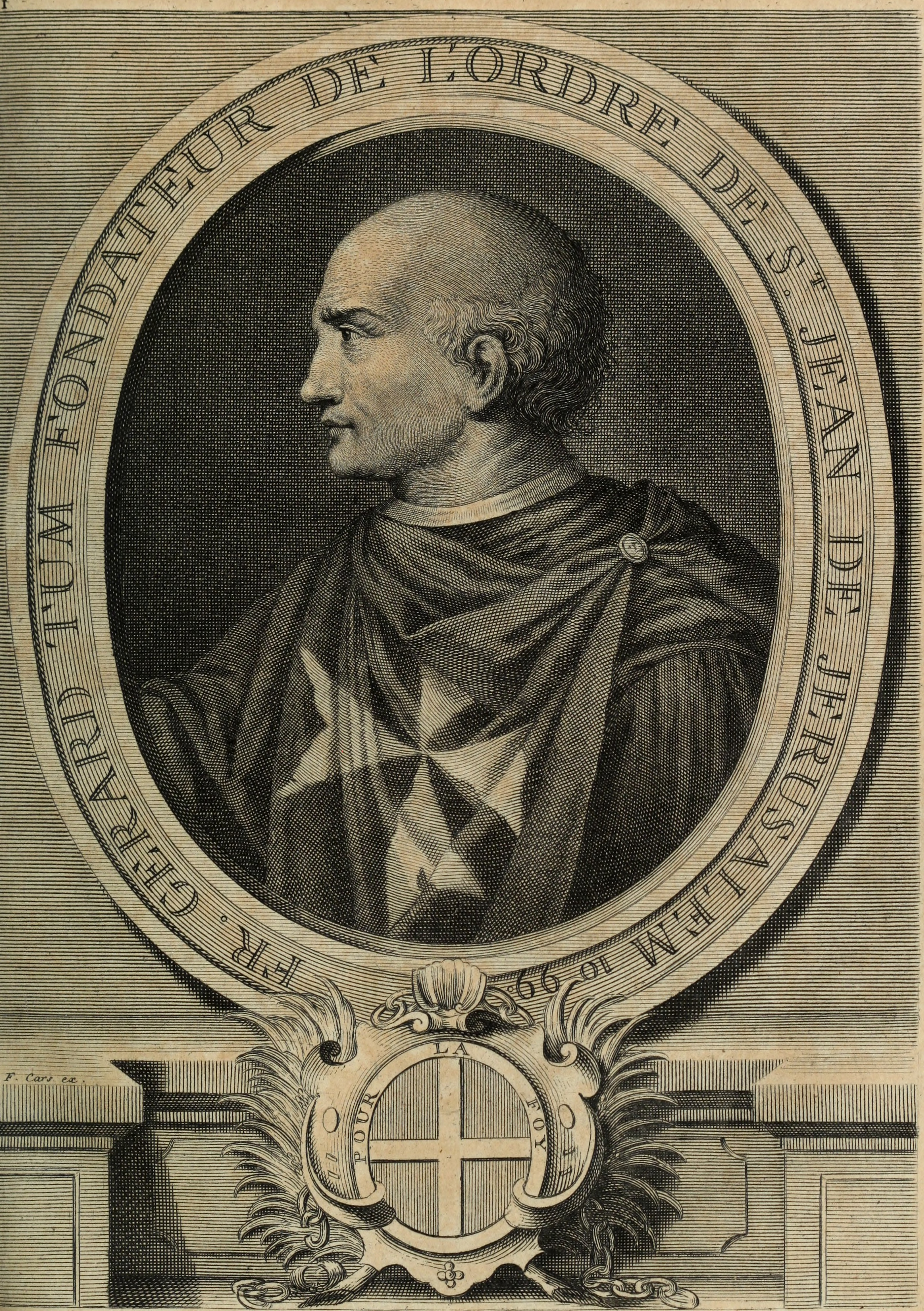
Gérard l'Hospitalier
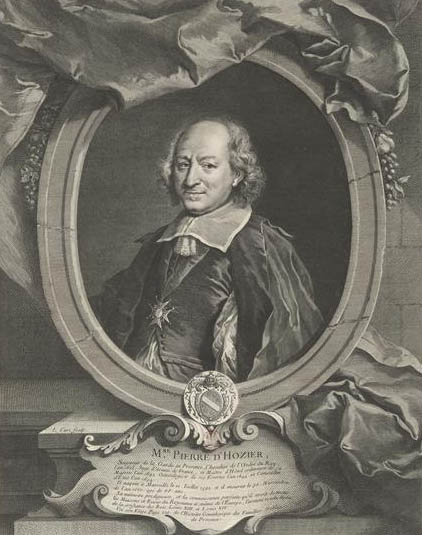
Pierre d'Hozier
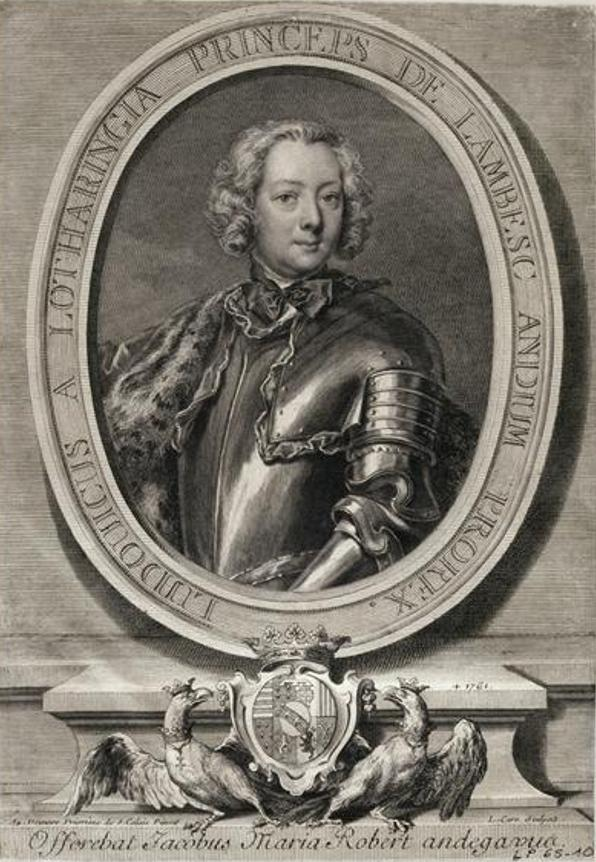
Charles-Louis de Lorraine
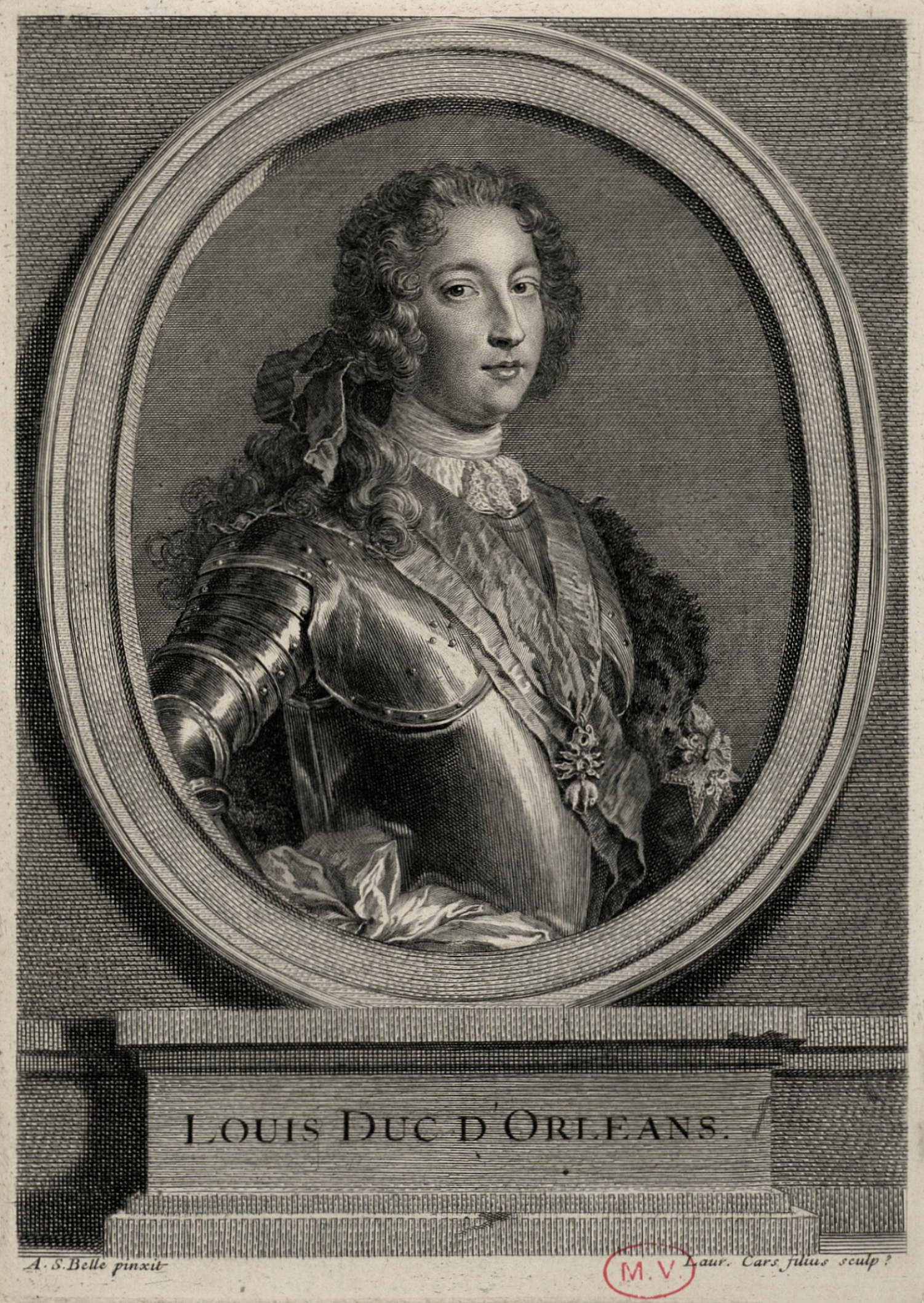
Louis, Duc d'Orléans, d'après Alexis Simon Belle
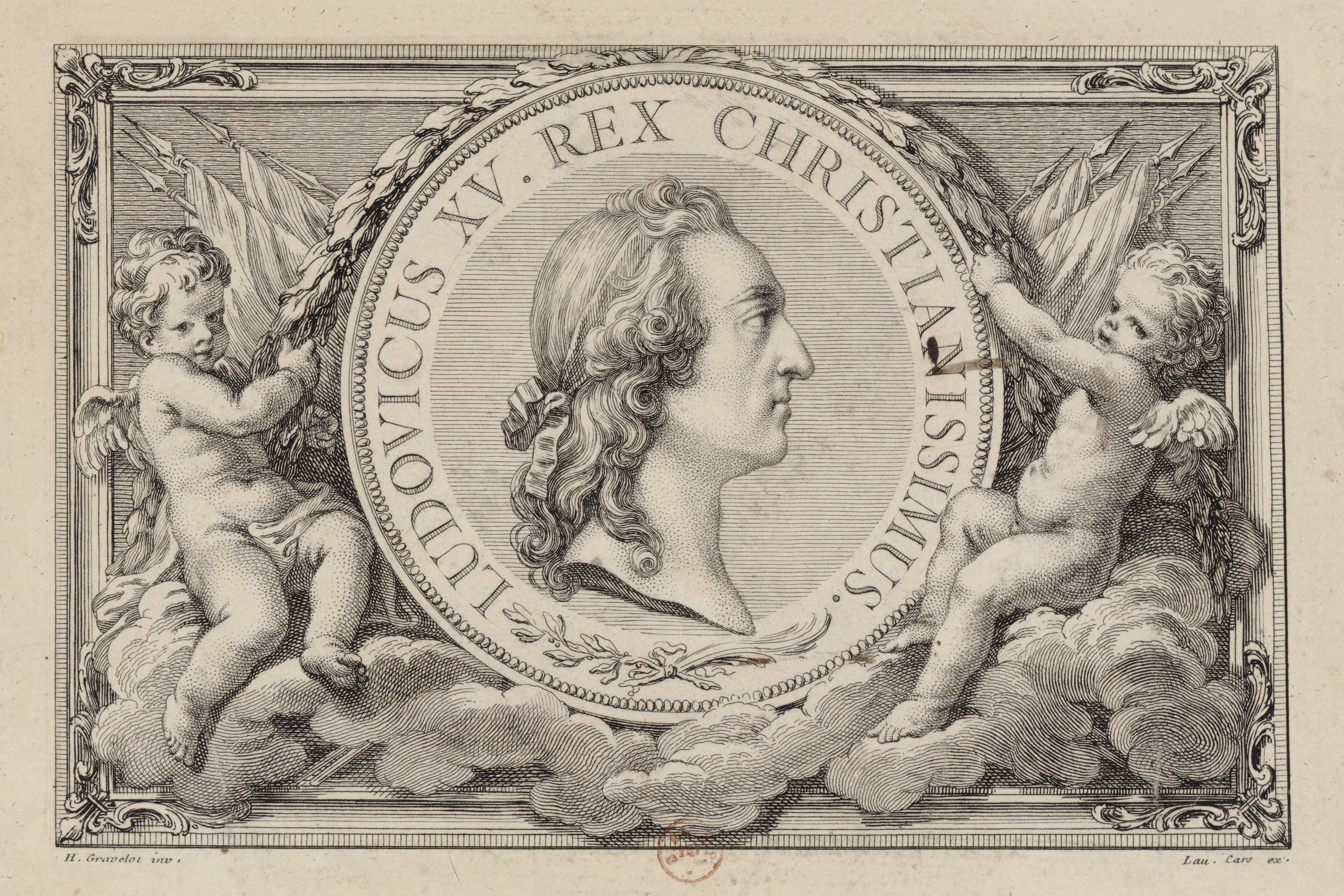
Louis XV, d'après Hubert-François Gravelot
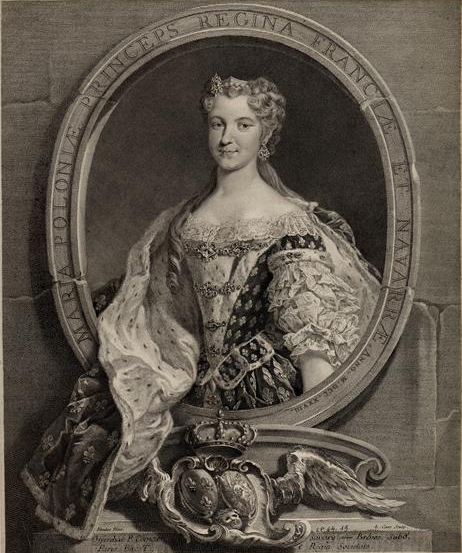
Marie Leszczynska, d'après Carle Van Loo
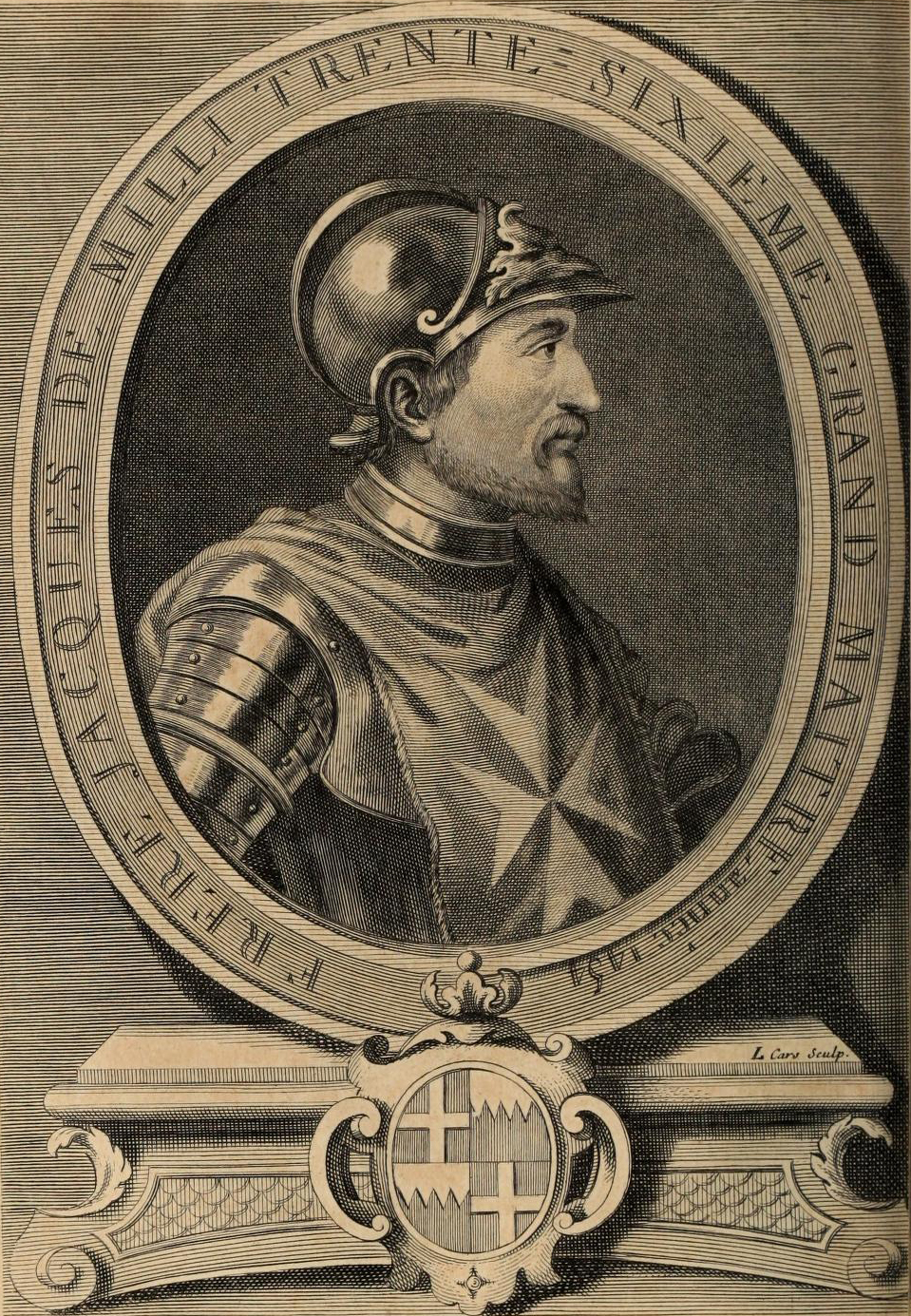
Jacques de Milly
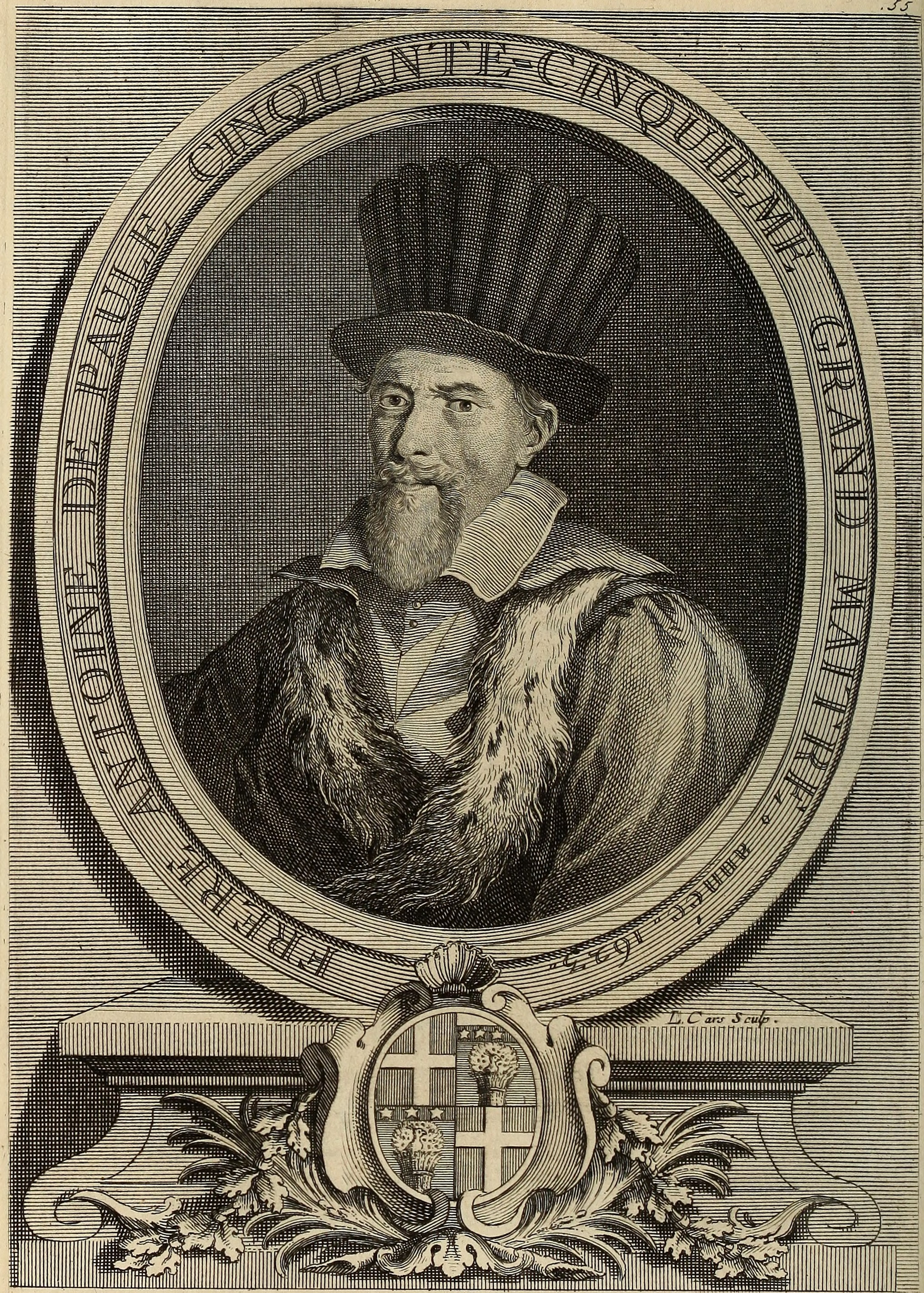
Antoine de Paule
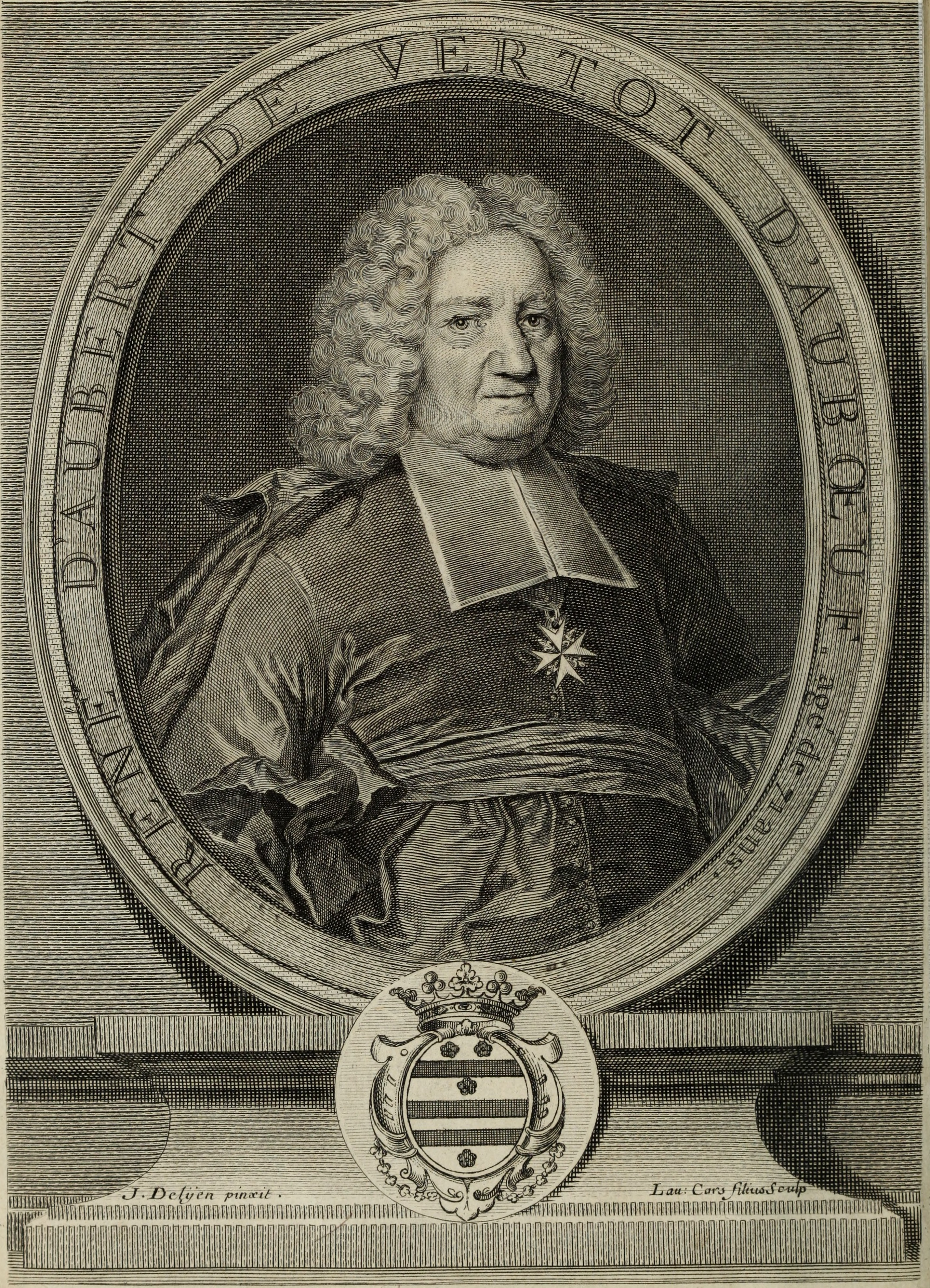
René Aubert de Vertot

## Expositions
- Les heures du jour, Musée Magnin, Dijon, novembre 2009 - février 2010[32].
- Antoine Watteau et l'art de l'estampe : le recueil Jullienne, aile Sully du Musée du Louvre, 2010[20].
- Le théâtre des passions - Cléopâtre, Médée, Iphigénie, Musée des beaux-arts de Nantes, février-mai 2011.
- Bayonne, berceau du jansénisme ?, Musée basque et de l'histoire de Bayonne, décembre 2012 - janvier 2013.

## Musées et collections publiques

### France
- Musée des beaux-arts d'Arras, Véritable représentation de la Croix miraculeuse d'Arras, gravure[33].
- Musée basque et de l'histoire de Bayonne, Intercession d'Ignace de Loyola en faveur des nouveau-nés.
- Musée Condé, Chantilly, Portrait de Louis, duc d'Orléans, d'après Alexis Simon Belle[34].
- Musée Jean-de-La-Fontaine, Château-Thierry, La perdrix ; Le clergé ; L'hymne à l'amour ; Les deux rats, le renard et l'œuf ; Les poissons et le berger qui joue de la flûte, d'après Jean-Baptiste Oudry[34].
- Musée des beaux-arts de Dijon, La Serinette, d'après Jeanb Siméon Chardin.
- Musée Médard, Lunel, livre de René Aubert de Vertot, Histoire des Chevaliers hospitaliers de Saint-Jean de Jérusalem, appelés depuis les Chevaliers de Rhodes, et aujourd'hui les Chevaliers de Malte, édité par Rollin, Quillau et Desaint en 1726, contient le portrait de René Aubert de Vertot d'après Jean-François Delyen et d'autres portraits de chevaliers, dont Gérard l'Hospitalier, Jacques de Milly et Antoine de Paulo, gravés par Laurent Cals[35].
- Musée des beaux-arts de Marseille, Portrait de François Boucher, tableau attribué à Laurent Cars[34].
- Musée des beaux-arts d'Orléans, Portrait de Sébastien Bourdon, d'après Hyacinthe Rigaud[34].
- Cabinet des estampes de la Bibliothèque nationale de France, Paris.
- École nationale supérieure des beaux-arts, L'enlèvement d'Europe, d'après François Lemoyne[17].
- Musée du Louvre, Paris, Adam et Ève, d'après François Lemoyne[16] ; Le recueil Julienne, d'après Antoine Watteau[20].
- Petit Palais, Paris, Fêtes vénitiennes, d'après Antoine Watteau[21].
- Musée Mandet, Riom, Hercule et Omphale, d'après François Lemoyne.
- Château de Versailles, Portrait de Michel Anguier, d'après Gabriel Revel ; Portrait de Marie Leszczynska, d'après Carle Van Loo ; Portrait de Charles-Louis de Lorraine[30].

### Finlande
- Musée Sinebrychoff, Helsinki, Portrait de Jean Simeon Chardin, d'après Charles-Nicolas Cochin[36].

### Irlande
- Galerie nationale d'Irlande, Dublin, six gravures pour les Œuvres de Molière[37].

### Pays-Bas
- Rijksmuseum Amsterdam, Fêtes vénitiennes, d'après Antoine Watteau[38].

### Pologne
- Château royal de Varsovie, Portrait de Marie Leszczynska d'après Carle van Loo.

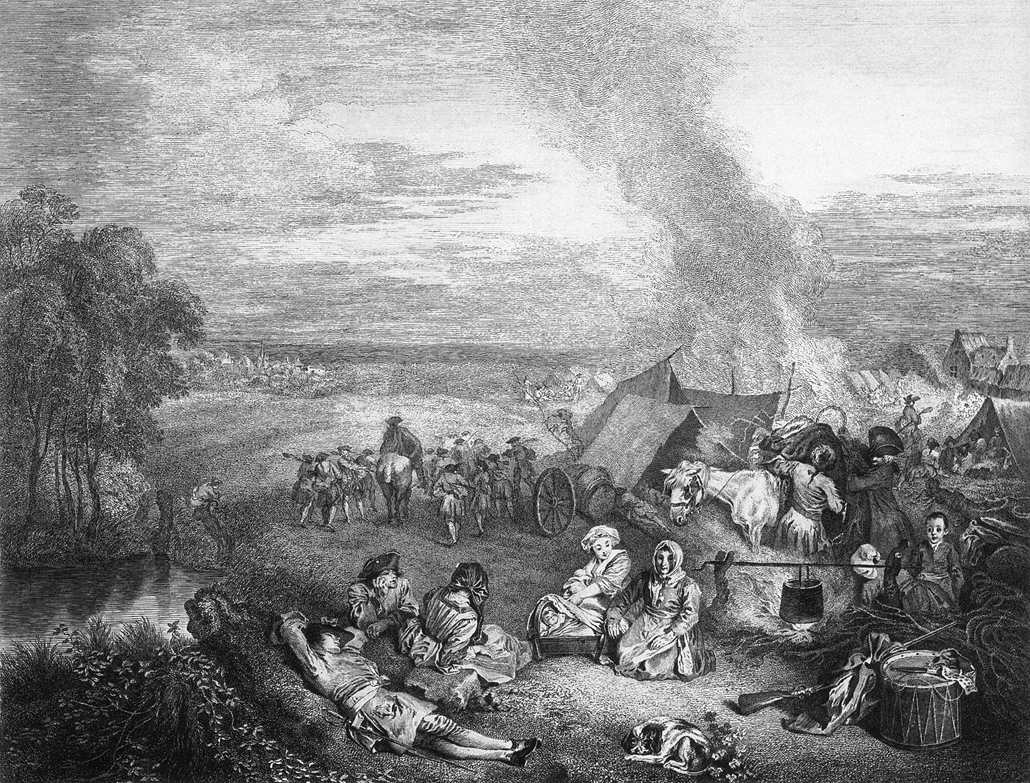
Escorte d'équipages d'après Antoine Watteau

### Royaume-Uni
- Fitzwilliam Museum, université de Cambridge, La Serinette, d'après Jean Siméon Chardin.
- British Museum, Londres, Escorte d'équipages, d'après Antoine Watteau[22], Mademoiselle Clairon dans le rôle de Médée, d'après Carle van Loo[27].
- Royal Academy, Londres, Le recueil Julienne, d'après Antoine Watteau[39].
- Royal Collection, Londres, Louis-François de Bourbon-Conti, d'après Pierre Le Maire[23] ; Marie Leszczynska d'après Carle van Loo[31].
- Victoria and Albert Museum, Londres, L'aveugle trompé, d'après Jean-Baptiste Greuze[15].
- National Trust, Saltram House, Plymouth (Devon), L'enlèvement d'Europe[40].
- Waddesdon Manor, Buckinghamshire, gravure pour les fables de La Fontaine d'après Jean-Baptiste Oudry[41].

### Slovaquie
- Galerie municipale de Bratislava, Hercule tuant Cacus, d'après François Lemoyne[18].

### Suède
- Nationalmuseum, Stockholm, Œuvres de Molière, d'après François Boucher[42].

### Suisse
- Cabinet d'art graphique du Musée d'art et d'histoire de Genève, douze estampes gravées ou éditée[19].

### États-Unis
- Musée des beaux-arts de Boston, gravures[43].
- Musées d'art de Harvard, Cambridge (Massachusetts), vingt-cinq estampes[44].
- Institut d'art de Chicago, Sébastien Bourdon, d'après Hyacinthe Rigaud[24].
- Minneapolis Institute of Art, Sébastien Bourdon, d'après Hyacinthe Rigaud[45].
- Philadelphia Museum of Art, Philadelphie, vingt estampes[46].
- Joel and Lila Harnett Museum of Art, Université de Richmond, Richmond (Virginie), gravure d'après Antoine Watteau.
- San Francisco De Young Museum, Molière, d'après François Boucher, 1734 ; Jean Siméon Chardin, d'après Charles-Nicolas Cochin[26] ; Jean Philippe d'Orléans d'après Jean Raoux[29].

## Réception critique

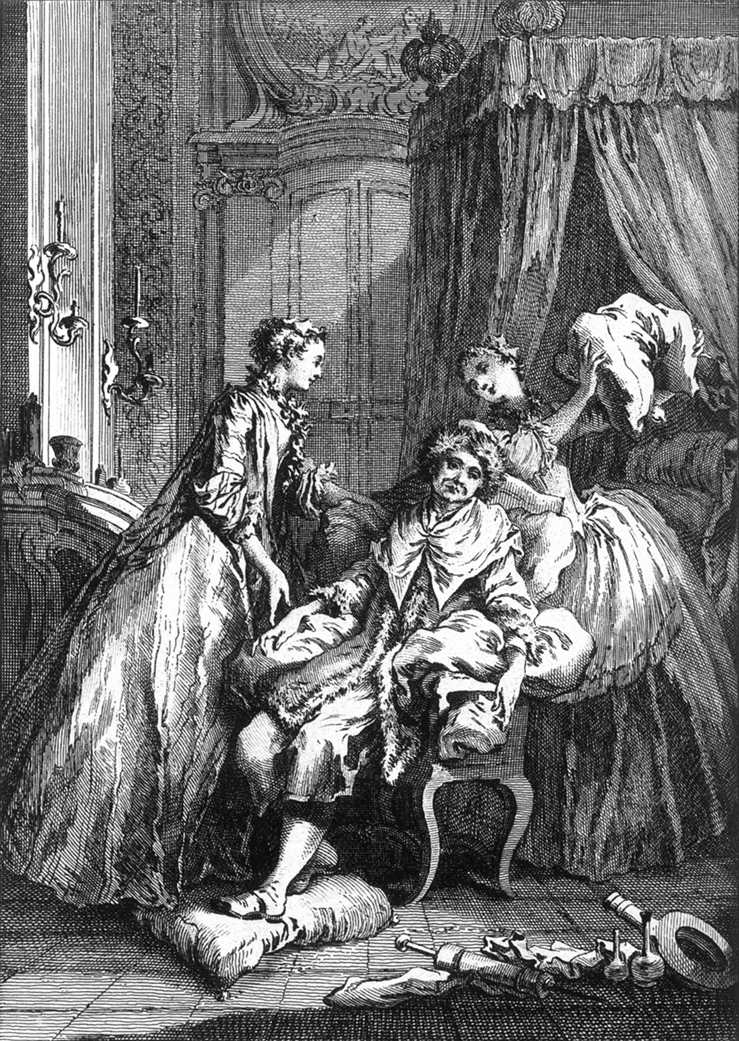
Le malade imaginaire, d'après François Boucher

- « Laurent Cars, l'un des meilleurs graveurs du XVIIIe siècle. Il mit dans ses ouvrages un goût qui n'était pas celui des graveurs du siècle précédent, qui peut-être ne lui doit pas être préféré, qui même n'aurait pas convenu aux tableaux que ces graveurs devaient rendre, mais qui fut inspiré à Cars par les gravures de Lemoyne. Les tableaux des grands maîtres d'Italie, ceux de Le Sueur, de Le Brun, de Mignard, avaient dans le faire une sorte d'austérité qui aurait été mal exprimée par l'aimable mollesse que Cars introduisit jusque dans les masses d'ombre. Dans Gérard Audran, le ragoût domine dans les parties de demi-teintes, et dans Cars c'est dans les parties ombrées. Ses chefs-d'œuvre sont les morceaux qu'il a gravés d'après Lemoyne, et surtout l'estampe d'Hercule filant auprès d'Omphale. » - Claude-Henri Watelet et Pierre-Charles Levesque[47]
- « Laurent Cars peut être regardé, après Gérard Audran, comme le plus habile graveur dans le grand genre ; son Hercule et Omphale, son Allégorie sur la fécondité de la Reine, la Thèse de Ventadour, sont des chefs-d'œuvre ; le moelleux du pinceau, l'empâtement de la couleur, la finesse de la touche, y sont rendus avec une vérité, un sentiment rares. » - Biographie universelle, ancienne et moderne[6]
- « Laurent Cars ne figure pas parmi les graveurs de Boucher, si ce n'est pour une seule pièce : un tableau d'histoire ! Son absence paraît d'autant plus surprenante que, d'une part, ce graveur, à coup sûr l'un des meilleurs de la première moitié du XVIIIe siècle, a été l'interprète favori du maître de Boucher, François Lemoyne, dont il a traduit supérieurement une douzaine de peintures ; que, d'autre part, il a été formé à la gravure en même temps que Boucher par son père Jean-François Cars ; enfin, qu'il a reproduit avec un rare bonheur les dessins de son ancien camarade d'atelier pour le Molière de 1734. » - Émile Dacier[7]
- « Laurent Cars fut un des graveurs les plus estimés du XVIIIe siècle. Son dessin est correct et savant, sa touche est mœlleuse et expressive. » - Dictionnaire Bénézit[48]

## Élèves
- Jacques Firmin Beauvarlet
- Pierre Quentin Chedel[7]
- Claude Donat Jardinier
- Jean-Jacques Flipart
- Pieter Franciscus Martenisie (collaborateur)
- Jean-Baptiste Peronneau
- Augustin de Saint-Aubin